# Man Down
"Man Down" é uma canção da cantora barbadense Rihanna, gravada para o seu quinto álbum de estúdio Loud. Foi composta e produzida por Shama Joseph, com auxílio na escrita por Timothy Thomas, Theron Thomas, Shontelle Layne e Rihanna. A sua gravação decorreu em 2010 nos estúdios The Village e Westlake Recording Studios em Los Angeles, na Califórnia. Começou a ser reproduzida a 3 de Maio de 2011 nas rádios norte-americanas urbanas e rítmicas, acabando por ser lançada digitalmente na iTunes Store no mês seguinte, a 11 de Julho, em alguns países europeus. 
Os membros da crítica apreciaram a música devido ao terem sentido novamente a batida caribenha tingida de singles anteriores. Devido ao lançamento simultâneo com "California King Bed", a canção teve uma repercussão moderada nas tabelas musicais, liderando a tabela musical da França e Suiça (Romandie), e alcançou maior notoriedade na Bélgica, Países Baixos, Noruega e Suíça, enquanto que na Billboard Hot 100 atingiu a 59.ª posição. Além de ter sido interpretada como parte do alinhamento das digressões mundiais The Loud Tour , Diamonds World Tour e Anti World Tour que passaram por cidades como Toronto, Las Vegas e Lisboa, a canção não recebeu nenhuma divulgação como trabalhos antecedentes.
O vídeo musical, dirigido por Anthony Mandler, foi lançado a 31 de Maio de 2011 no programa americano 106 & Park transmitido pela BET. As cenas retratam um ambiente tropical, no entanto demonstra actos de violência doméstica, como violação, e consequentemente na morte do agressor. Tais imagens mostradas em horário nobre foram criticadas pelo conselho Parents Television Council, acabando por afectar a frequência da transmissão do teledisco em certas estações de televisão.

## Antecedentes e lançamento

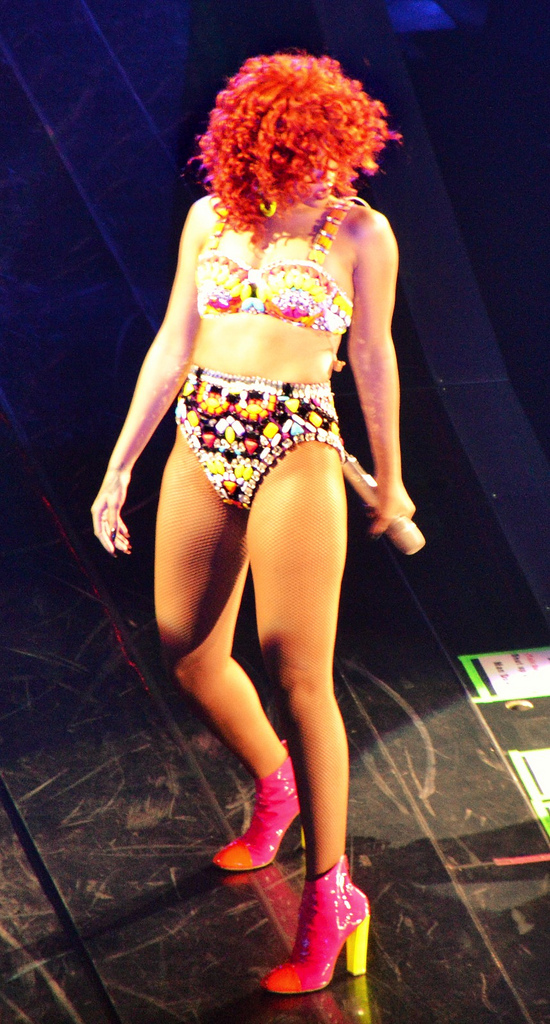
Rihanna a interpretar ao vivo a canção, durante a estreia da sua digressão mundial The Loud Tour, em Baltimore.

Após o lançamento do disco Loud em Novembro de 2010, a cantora deu uma entrevista à MTV News em que falou sobre a canção:
| “ | 'Man Down' possui um estilo gângster misturado com reggae. Fui eu que decidi tentar esse tipo de vibração. Eu sou muito inspirada pela música reggae e é parte de mim desde de que nasci, e cresci a ouvi-la. Cresci a amá-la. Os meus artistas favoritos são todos de reggae. O facto especial desta canção é ser uma mulher a cantar aquela letra, e sente logo o género. É arrogante... Eu gosto realmente dela. | ” |

O duo de produtores e compositores do projecto, Rock City, em entrevista à MTV News afirmaram que esta melodia era a resposta à clássica "I Shot the Sherriff" de Bob Marley. A dupla considerou que seria uma "versão feminina", em que os versos "seriam abertos para uma interpretação livre". No início do mês de Março de 2011, Rihanna questionou os seus fãs para a ajudarem a escolher o seu próximo single, que seguiria a "S&M". Através do Twitter, a artista colocou várias hipóteses de escolha, desde "Cheers (Drink to That)", "Man Down", "California King Bed" ou "Fading", e a mais popular teria um vídeo musical gravado no final do terceiro mês do ano.
A 12 de Março de 2011 foi confirmado que o quarto single internacional seria "California King Bed". Contudo, mesmo estando seleccionada a música para promover o disco, "Man Down" foi enviada para as rádios norte-americanas primeiro, a 3 de Maio de 2011 para as áreas rhythmic e urban, e mais tarde para as italianas em Agosto. A faixa foi lançada digitalmente em alguns países através da iTunes Store, como na Dinamarca, Países Baixos, França e Suíça a 11 de Julho. A música não recebeu nenhuma divulgação como trabalhos antecedentes, excepto fazer parte do alinhamento das digressões mundiais The Loud Tour e Diamonds World Tour.

## Estilo musical e recepção crítica
"Man Down" é uma canção de tempo moderado que incorpora elementos de estilo reggae, produzida por Shama "Sham" Joseph. A sua gravação decorreu em 2010 nos estúdios The Village e Westlake Recording Studios em Los Angeles, na Califórnia. A letra foi escrita por Shama Joseph, Timothy Thomas, Theron Thomas, Shontelle Layne e Robyn Fenty, cuja última não está creditada nas notas do disco apenas. De acordo com a partitura publicada pela Universal Music Publishing Group, a música foi escrita em compasso simples, num andamento moderado com um metrónomo de 77 batidas por minuto. Composta na chave de dó maior com o alcance vocal que vai desde da nota baixa de fá, para a nota de alta de mi bemol maiores. A canção segue a progressão de acordes de ré, sol e lá menores nos versos e mi, si e fá menores no efeito de coro.
As críticas após o lançamento da faixa foram geralmente positivas. Jon Pareles do jornal The New York Times comentou que Rihanna tem um certo sotaque indiano ocidental de reggae em "Man Down", sobre um homem assassinado na Estação Central. August Brown do Los Angeles Times comentou que a música "reafirma as origens caribenhas, com uma balada homicida e arrogante que não se pode deixar de ouvir como um tiro de advertência em todo o burburinho na rádio sobre "Deuces" de Chris Brown". A revista Entertainment Weekly, através de Leah Greenblatt, afirmou que "o 'rum-pa-pum' tem ritmos profundos da ilha", o mesmo considerou Emily Mackay da NME, completando que "as experiências do álbum sentem-se de uma forma mais orgânica, o seu tom é melhor no ritmo por causa do hino das caraíbas". Enquanto que James Skinner da BBC Online considerou a faixa como "uma metáfora para um assassinato", Sal Cinquemani da publicação Slant Magazine denominou-a como "o ponto alto do disco, uma música reggae de pleno direito sobre uma mulher que atira num homem". Cinquemani elogiou a cantora por ser "surpreendentemente ágil neste género e é um dos melhores do seu reportório, e das performances vocais mais confiante até à data".

## Vídeo musical
Anthony Mandler, que tinha trabalhado com a cantora anteriormente, dirigiu o vídeo gravado durante o mês de Abril de 2011 na Jamaica. A 1 de Maio, a artista revelou três fotos das gravações na sua conta no Twitter. Uma das imagens revelava-a numa praia com um vestido branco Dolce & Gabbana, e outra fotografia mostrava-a numa bicicleta em Portland Parish. Poucas horas antes da estreia em televisão do teledisco, a 31 de Maio de 2011, Rihanna disponibilizou um vídeo que mostrava os bastidores das gravações. A cantora afirmou que "não se pode ficar mais real do que na Jamaica. Foi incrível. Foi intenso, mas nós fizemo-lo, é claro. Nós somos a equipa de sonho, e eu estou realmente contente". Numa entrevista à MTV News, ainda antes do lançamento oficial, o director dos visuais comentou o conceito e a mensagem que o projecto transmitia:
| “ | Nós filmamos o vídeo no mês passado na Jamaica, e é minha música favorita dela que já alguma vez gravamos, então eu estava realmente animado por participar. É uma daquelas músicas que exige uma forte narrativa visual, e vamos apenas dizer que me deixaram trabalhar até ao fim. Então acho que se pode esperar algo que é chocante, dramático, intenso, emocional, edificante e esclarecedor. | ” |

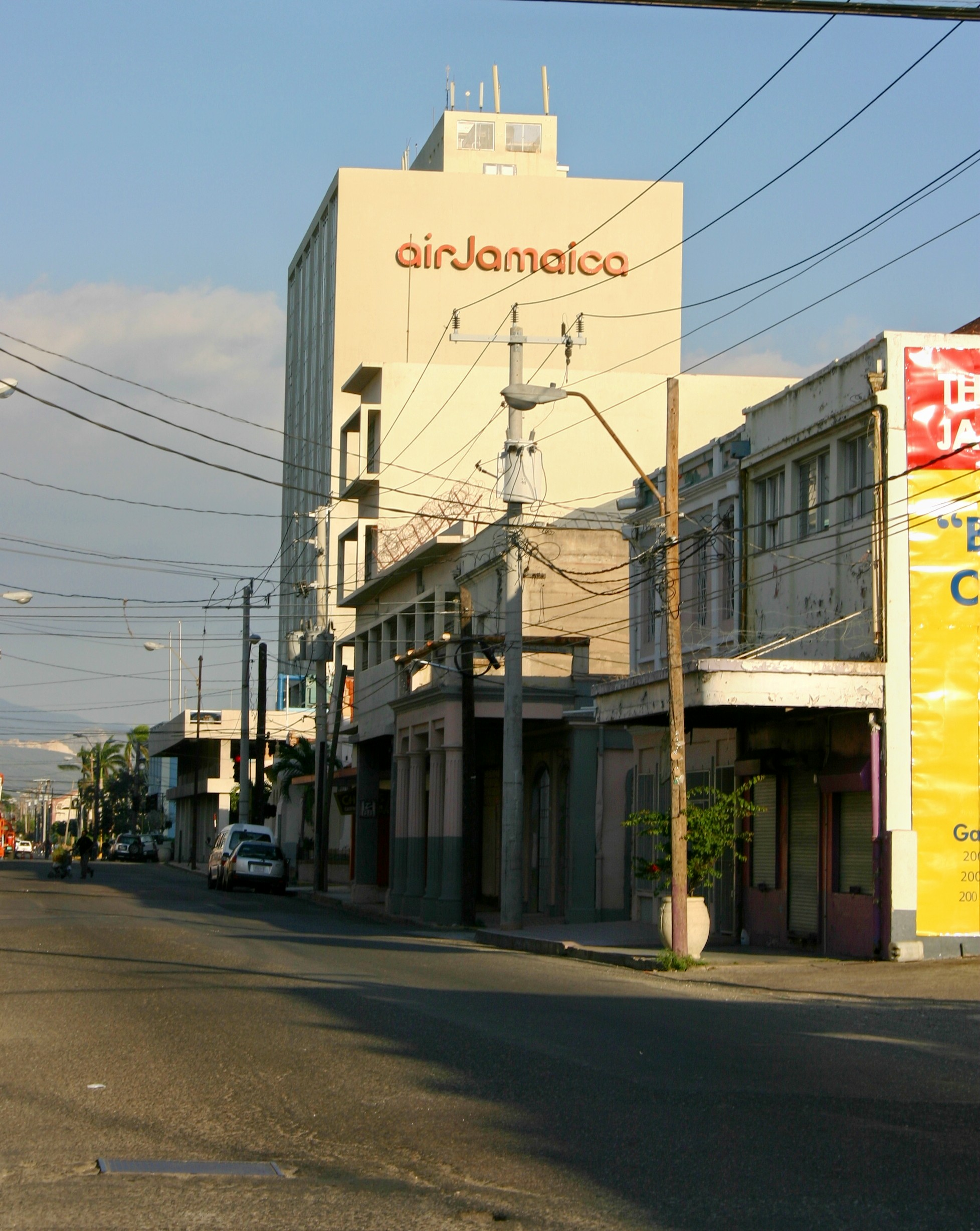
As ruas de Kingston foram a paisagem para a interacção entre a cantora e a população natural da maior cidade da Jamaica.

O vídeo musical estreou a 31 de Maio de 2011 no programa 106 & Park transmitido pela Black Entertainment Television (BET). Com uma duração superior a cinco minutos, começa com um epílogo em que a cantora dispara sob um homem em frente a uma multidão, numa estação de comboios. Para criar um cronograma dos eventos que levaram ao homicídio, é criado um prólogo para o dia anterior, quando a jovem é vista a andar de bicicleta e passeia pela cidade de Kingston, na Jamaica, interagindo também com a população. De seguida, Rihanna está numa discoteca e começa a dançar e a namoriscar com outro frequentador, este último que é o individuo morto no início da cena. Depois de ela deixar o clube, o homem segue-a e acabar por cometer violação quando é rejeitado. A rapariga após sofrer a agressão sexual, corre pelas ruas em direcção a casa para usar a arma escondida numa gaveta. O teledisco termina com imagens da cantora a levantar a pistola carregada para matar o seu agressor.
Após o seu lançamento, o Parents Television Council (PTC), uma organização sem fins lucrativos que defende o entretenimento responsável, criticou Rihanna pelo "homicídio calculado e frio" demonstrado no vídeo. O conselho discordou da atitude da artista em castigar um agressor sexual tirando-lhe a vida, com a justificativa que "envia uma mensagem muito forte e subjacente. Se Chris Brown disparasse numa mulher no seu novo vídeo, e se a BET o transmitisse, o mundo parava, mas como é a Rihanna ninguém diz nada". A própria estação televisiva também foi criticada por transmitir a cena em horário nobre.

"A indústria musical não são os pais, somos nós. Temos liberdade para fazer arte; deixem-nos então fazê-la!"

- Rihanna sobre a crítica do PTC.
A cantora prontamente respondeu no seu perfil no Twitter à crítica submetida pela organização: "Sou apenas uma cantora com 23 anos e sem crianças a cargo. Que se passa com todos que querem que seja mãe para as suas crianças? Sou apenas uma rapariga, apenas posso ser a vossa voz. Todos nós sabemos o quão difícil e embaraçador é comunicar este tipo de assuntos. É o nosso trabalho enquanto artistas certificar-nos que as vossas crianças não cometam os mesmos erros. Não podem esconder as vossas crianças da sociedade, ou então elas nunca aprenderam a adaptarem-se. Este é o mundo real!" O director do vídeo inclusive, também respondeu às notícias através de uma entrevista com o Hollywood Reporter, afirmando o seguinte:
| “ | No vídeo está expressa a vontade de Rihanna, como ela o queria fazer, transmite uma luz sobre um assunto muito obscuro... Este meio é óptimo para este tipo de mensagens... Cresci numa era em que a Madonna lançava vídeos controversos. Acho que a maioria dos artistas estão a perder esse hábito... O facto é que há um argumento para a proibição, porque isto fará com que as raparigas se queiram vingar dos seus agressores. É óbvio que é um enorme problema que temos de lidar enquanto país. | ” |

## Desempenho nas tabelas musicais
Antes de ser lançado como single, "Man Down" estreou-se na Billboard R&B/Hip-Hop Songs na 84.ª posição, e na semana de 9 de Abril atingiu a melhor posição, a nona. Dois dias depois, a canção entrou na Billboard Hot 100 na 94.ª posição, sendo que mais tarde atingiu a 59.ª como melhor e a 63.ª na Canadian Hot 100. A faixa entrou predominantemente em maioria nas tabelas de países europeus, a Syndicat National de l'Édition Phonographique em França registou a primeira liderança atingida que durou cinco semanas consecutivas, começando a 25 de Julho de 2011 dada à força das vendas digitais. Na Suiça (Romandie), Suíça e nos Países Baixos, a melodia chegou à primeira, nona e quarta posições, respectivamente. Após a estreia do vídeo musical, a UK Singles Chart registou a sua estreia no 44.º lugar e dentro do top 20 da UK R&B Chart, no 15.º sem ser lançado oficialmente no país. Na Noruega, a canção atingiu a décima sétima posição como melhor, e na Bélgica a segunda na Valónia e a terceira em Flandres, sem lançamento oficial nos territórios.
| Tabela musical (2011)                                | Melhor posição |
| ---------------------------------------------------- | -------------- |
| Bélgica - Ultratop (Flandres)                        | 3              |
| Bélgica - Ultratop (Valónia)                         | 2              |
| Canadá - Canadian Hot 100                            | 63             |
| Coreia do Sul - South Korea Gaon International Chart | 54             |
| Eslováquia - IFPI Slovenská Republika                | 37             |
| Estados Unidos - Billboard Hot 100                   | 59             |
| Estados Unidos - Billboard R&B/Hip-Hop Songs         | 9              |
| França - SNEP                                        | 1              |
| Hungria - Rádiós Top 40                              | 11             |
| Itália - FIMI                                        | 8              |
| Noruega - VG-lista                                   | 17             |
| Países Baixos - Dutch Top 40                         | 3              |
| Polónia - ZPAV                                       | 4              |
| Portugal - Portugal Digital Songs                    | 3              |
| Reino Unido - UK Singles Chart                       | 54             |
| Reino Unido - UK R&B Singles Chart                   | 9              |
| Chéquia - Czech Airplay Chart                        | 19             |
| Suécia - Sverigetopplistan                           | 31             |
| Suíça - Swiss Singles Chart                          | 9              |

| Tabela musical (2011)                        | Posição |
| -------------------------------------------- | ------- |
| Bélgica - Ultratop (Flandres)                | 26      |
| Bélgica - Ultratop (Valónia)                 | 33      |
| Estados Unidos - Billboard R&B/Hip-Hop Songs | 47      |
| França - SNEP                                | 9       |
| Hungria - Rádiós Top 40                      | 73      |
| Países Baixos - Dutch Top 40                 | 24      |
| Suécia - Sverigetopplistan                   | 73      |
| Suíça - Schweizer Hitparade                  | 50      |
| Tabela musical (2012)                        | Posição |
| França - SNEP                                | 175     |

| País    | Provedor | Certificação |
| ------- | -------- | ------------ |
| Bélgica | BEA      | Ouro         |
| Itália  | FIMI     | Platina      |
| Suíça   | IFPI     | Ouro         |

## Créditos
Todo o processo de elaboração da canção atribui os seguintes créditos pessoais:
| - Rihanna – vocalista principal; - Shama "Sham" Joseph - composição, produção; - Timothy Thomas, Theron Thomas, Shontelle Layne - composição; - Cary Clark - gravação musical; - Kuk Harrell - produção e gravação vocal; | - Josh Gudwin, Marcos Tovar - gravação vocal; - Bobby Campbell - assistência de engenharia de gravação; - Manny Marroquin - mistura; - Erik Madrid, Christian Plata - assistência de mistura; |

## Histórico de lançamento
"Man Down" começou a ser reproduzida nas rádios norte-americanas a 3 de Maio de 2011, e nas italianas em Agosto. Digitalmente, foi disponibilizada na iTunes Store a 11 de Julho em alguns países, como a Dinamarca e a França.
| País           | Data                | Formato                | Editora discográfica |
| -------------- | ------------------- | ---------------------- | -------------------- |
| Estados Unidos | 3 de Maio de 2011   | Rádio rhythmic e urban | Def Jam              |
| Dinamarca      | 11 de Julho de 2011 | Descarga digital       | Universal Music      |
| França         | 11 de Julho de 2011 | Descarga digital       | Universal Music      |
| Países Baixos  | 11 de Julho de 2011 | Descarga digital       | Universal Music      |
| Suíça          | 11 de Julho de 2011 | Descarga digital       | Universal Music      |
| Itália         | 5 de Agosto de 2011 | Rádio                  | Universal Music      |